# Piet Keuning

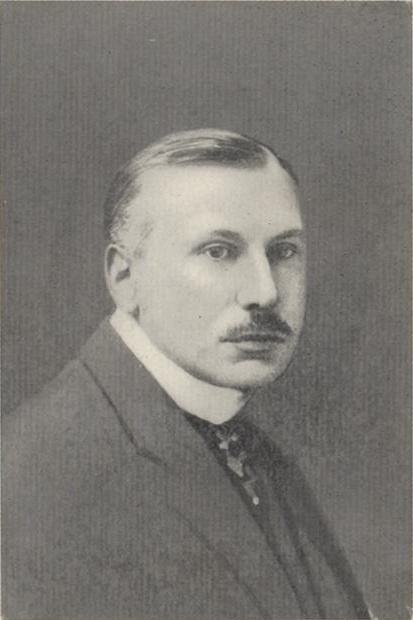
Piet Keuning

Pieter Keuning (Nieuwe Pekela, 29 november 1882 – Breda, 5 januari 1962) was een Nederlandse onderwijzer, schrijver en uitgever.

## Biografie
Keuning was een zoon van de destijds veelbesproken onderwijzer Jan Keuning en Elisabeth Wormser. Hij was gehuwd met Eitina van der Veen, dochter van de huisschilder Hindrik van der Veen en Geertje Bergsma uit Groningen. Hij was een broer van dichter Willem de Mérode. Tussen 1914 en 1940 schreef hij een twintigtal boeken, deels jeugdboeken en boeken met kinderversjes, maar ook romans, waarvan enkele in Groningse streektaal.
Keuning was aanvankelijk onderwijzer in Ulrum, Zwolle en Nijverdal. Hij schreef in 1917 als onderwijzer onder andere het geruchtmakende boek Kinderen in verstand en boosheid, een bundel verhalen in het Nederlands. Het boek deed nogal wat stof opwaaien. Keuning gaf blijk van een sterke sociale bewogenheid en stelde misstanden in de maatschappelijk verhoudingen - met name tussen boer en arbeider - op het Groninger platteland aan de kaak. Het boek was zo cynisch geschreven dat men in sommige gevallen zelfs bepaalde personen uit Spijk en omgeving, de streek waar hij opgroeide, meende te herkennen. Er werd zelfs een rechtszaak tegen hem aangespannen die in 1918 diende; zijn advocaat was toen mr. Tjitte de Jong (1889-1972). Keuning bezweek voor de heftige kritiek en protesten waarin werd verlangd dat één bepaald hoofdstuk, Ons Gymnasiast, bij een eventuele herdruk zou worden weggelaten. Dit verzoek werd aanvankelijk gehonoreerd, maar in de vijfde herdruk (1942) werd het toch weer opgenomen. Het boek geeft een beeld van de situatie van de Groninger arbeiders tijdens de vorige eeuw. Negentig jaar na het verschijnen van de eerste druk verscheen in 2007 opnieuw een herdruk van dit indertijd omstreden boek.
Pieter Keuning was tevens dichter onder het pseudoniem van Peter van Alsingha, onder welke naam hij meest christelijke poëzie schreef. In 1919 zegde Keuning het onderwijs vaarwel om in dienst te treden bij uitgeverij E.J. Bosch Jbzn. te Baarn. In 1925 richtte hij samen met Bosch de nieuwe uitgeverij Bosch & Keuning op. Uitgeverij E.J. Bosch Jbzn. bleef nog enkele jaren bestaan.
Piet Keuning overleed op 79-jarige leeftijd en werd begraven op de Nieuwe Algemene begraafplaats in Baarn.